# フォレカリア
フォレカリア (Forécariah)はギニア共和国西部のキンディア州のフォレカリア県の県庁所在地。
人口は21,710人。
国際連合開発計画（UNDP）の「人間の安全保障基金」「フォレカリア及びキンディア両地方における戦争被災民と難民受け入れ地域のための統合されたコミュニティ復興と所得創出活動」対象地域になっている。